# Ernst von Salomon
Ernst von Salomon, född 25 september 1902 i Kiel, död 9 augusti 1972 i Stöckte, Winsen (Luhe) var en tysk författare. 
Ernst von Salomon deltog i frikårsstriderna i Tyskland, Oberschlesien och Baltikum under åren efter första världskriget, och var inblandad i mordet på Tysklands utrikesminister Walther Rathenau. Dessa händelser beskrivs utförligt bl.a. i hans självbiografiska roman Die Geächteten (1930; "De fredlösa", eng. övers. "The Outlaws", ej på sv.). Efter andra världskriget hade han stora framgångar med sin självbiografiska roman Der Fragebogen.
Ernst von Salomon är far till filmproducenten och tidigare Spiegel TV-chefredaktören Cassian von Salomon.